# Neogivenius
Neogivenius är ett släkte av skalbaggar. Neogivenius ingår i familjen vivlar.
Kladogram enligt Catalogue of Life:
| Neogivenius | \| \| Neogivenius cylindroides \| \| \| \| |
|             | \| \| Neogivenius cylindroides \| \| \| \| |
|             | Neogivenius cylindroides                   |
|             |                                            |